# Донецкий академический областной театр кукол
Донецкий академический областной театр кукол (укр. Донецький академічний обласний театр ляльок) — академический кукольный театр в Донецке, первый в Донбассе и один из первых в стране. Театр расположен в Донецке в приспособленном помещении бывшего кинотеатра по адресу: р. Ильича, 18. Зрительный зал театра — на 356 мест.

## История
Кукольный театр в Донбассе появился по Постановлению Сталинского городского Совета от 1 декабря 1933 года. Художественным руководителем театра стала Народная артистка Украины Любовь Михайловна Гаккебуш, директором — народный артист СССР Виктор Николаевич Добровольский.
Театральный коллектив в то время насчитывал лишь 8 актёров. Актёры сами делали кукол и декорации. В репертуаре были сказки «Ивасик-Телесик», «Коза-дереза», «Три поросёнка», «Сказка о царе Салтане». Жизнь Донецкого театра кукол в первые годы его существования была примерно такой — в подводу, на которую грузился скарб, впрягали лошадь, и на этом «транспорте» актёры отправлялись к юным зрителям, а в выходные дни ставили ширму на большой сцене. Спектакли пользовались неизменным успехом.
В 1958 году начинается новый период в развитии Донецкого кукольного театра — создается новый творческий состав, который возглавили директор И. С. Журавлёв, главный художник Л. В. Ванифатьева и главный режиссёр В. М. Трипиловка (с 1961 года — А. Д. Юдович).
В 1960-е годы происходит становление коллектива как стабильного творческого организма. Спектакли этого времени — «Сердце храбреца» и «Клянемся тебе, Кибальчиш!» А. Горина, А. Юдовича, «Вредный витамин» Ю. Елисеева, «Сказка о жадном Серёжке» Софьи Прокофьевой и другие, поставленные режиссёрами А. Юдовичем и С. Ефремовым, ныне заслуженным артистом Украины, по праву вошли в число лучших работ коллектива. Яркие запоминающиеся образы на сцене кукольного театра в Донецке были созданы в то время актрисой Е. Смирновой, сейчас заслуженной артисткой Украины и актёром Ш. Фоербергом.
В период 1971-99 годы главным режиссёром театра был заслуженный артист Украины Борис Наумович Смирнов.
В 1981 году за успехи, достигнутые в профессиональном воспитании творческой молодежи и за активное участие в проведении Всесоюзного смотра 1978—1980 годов театр награждён дипломом I степени и премией Министерства культуры СССР. В следующем, 1982 году, за весомый вклад в дело укрепления мира театр награждён медалью Советского комитета защиты мира. А 23 декабря 1983 года за успехи в развитии театрального искусства, воспитании подрастающего поколения театр награждён грамотой Президиума Верховной Совета Украинской ССР, главному режиссёру театра Б. Смирнову и артисту В. Ткаченко присвоено почётное звание «Заслуженный работник культуры Украины».
Значительным событием в жизни театра стал переезд 29 октября 1983 года в помещение по проспекту Ильича, 18. Ведь до этого донецкие кукольники вообще не имели своего дома, и только теперь им разрешили поселиться в помещении нерентабельного кинотеатра «Победа», которое, однако, было не слишком удобным для постановок — зал достаточно большой, поэтому маленьких кукол из дальних рядов не видно, возникли проблемы со звуком и освещением.
Долгие годы актёрская труппа театра была разделена на 3 группы — по сути это были 3 театра, которые готовили и показывали спектакли самостоятельно, отдельно друг от друга. Только в 1995 году была восстановлена единая труппа, расширен выбор исполнителей при распределении ролей и назначении дублеров, что дало возможность готовить параллельные спектакли без художественных компромиссов и создавать масштабные постановки, в которых могла быть занята вся труппа.
За год до 75-летия творческого коллектива (2007 год) в истории Донецкого театра кукол и культурной жизни Донецка и Донбасса произошло знаменательное событие — согласно Приказу Министерства культуры и туризма Украины от 17 октября 2007 № 1287/0/16-07 театру присвоен статус академического, затем появилось современное полное название заведения — Донецкий академический областной театр кукол.
До начала российской оккупации длительное время театр во главе театра стояли: директор-художественный руководитель театра, заслуженный работник культуры Украины Виктор Михайлович Стариков, главный художник театра Анатолий Иванович Павлик, помощник директора по творческим вопросам, заслуженный работник культуры Светлана Степановна Куралех, режиссёр-постановщик Евгений Иванович Чистоклетов. Среди актеров театра были такие мастера сцены как М. Загний, Б. Шайдер, Л. Шайдер, В. Греков, Л. Смирнова, заслужений артист Украины В. Ткаченко и другие.
После захвата Донецка боевиками «Донецкой народной республики» театр перешел под крыло новосозданного «министерства культуры ДНР» и на местном уровне в своём названии получил эпитет «республиканский». Возглавила театр депутат «Народного Совета Донецкой Народной Республики» Ольга Михайловна Арутинова, ставшая генеральным директором и художественный руководитель театра. Режиссёром-постановщиком стал Борис Львович Чернышов.
В 2015 году театр принял участие в фестивале «Рыжее настроение» в Москве, где получил награду «За мужество и верность профессии»